# خائنان (فیلم ۱۹۶۲)
خائنان (انگلیسی: The Traitors) یک فیلم است که در سال ۱۹۶۲ منتشر شد.